# Громадянство Європейського Союзу

Громадянство Європейського Союзу (англ. Citizenship of the Union) — визначається наявністю громадянства однієї з його країн-членів. Іншими словами, будь-який громадянин держави Європейського Союзу вважається громадянином Союзу. Окрім прав та обов'язків, визначених в Договорі про створення Європейської Спільноти, громадянство Союзу означає чотири спеціальних права:
- свобода пересування та проживання будь-де на території держав Союзу;
- право голосувати та висувати свою кандидатуру на виборах до місцевих органів управління та до Європейського Парламенту в країні проживання;
- дипломатичний і консульський захист з боку органів будь-якої держави ЄС в третій країні, де немає представництва рідної країни громадянина ЄС;
- право на подання скарги європейському омбудсменові.

Запровадження поняття «громадянин ЄС», звісно, не означає скасування національного громадянства. Воно доповнює його і дозволяє людині краще усвідомити свою приналежність до Європейського Союзу.
Кожен громадянин або мешканець Європейського Союзу, а також будь-яка компанія, організація чи асоціація з головним офісом в одній з держав-членів, має право індивідуально або разом з іншими, звертатися до Європейського Парламенту зі скаргою щодо будь-якого питання в межах повноважень Спільноти, яке стосується скаржника безпосередньо. В Європейському Союзі право подавати петиції до Європейського парламенту було передбачене ще Маастрихтським договором 1992 року. Право петиції було запроваджено для того, щоб громадяни ЄС та особи, які постійно проживають в Європейському Союзі, мали можливість у більш простій формі звертатися до органів публічної влади ЄС із побажаннями та скаргами.